# Ricohombre
Il rango di ricohombre (in portoghese rico-homem) era il titolo nobiliare più elevato della nobiltà nei primi secoli delle monarchie iberiche e in una legge dell'opera las Siete Partidas di Alfonso X si legge che: « Secondo il costume spagnolo, sono chiamati ricos-homes coloro che in altri territori si dicono conti o baroni » e alcuni autori credono che questa dignità sia ciò che dopo si chiamerà Grande di Spagna o Grandato di Spagna, in base alla legge della Partida, dove si dice che i ricoshombres potevano sedersi e coprirsi alla presenza del re, che li chiamava cugini.
Questa dignità, come tutte le altre conosciute in Spagna, era concessa dal sovrano come ricompensa per grandi meriti.
L'origine di questo titolo, portato da molti signori, tanto superbi quanto potenti, si deve far risalire ai tempi della Reconquista e la ragione per cui si chiamavano ricoshombres era il fatto che avevano molti vassalli alle proprie dipendenze e molti possedimenti che i re concedevano loro, secondo i meriti nel sostenere il sovrano nella conquista o nella ripopolazione di nuove terre.
Per ricevere tale dignità di ricohombre bastavano le seguenti condizioni:
- Dirigere molti uomini o famiglie guerriere
- Avere molti vassalli e signorie
- Necessitava inoltre che il re la concedesse espressamente con la cerimonia di consegna al signore del pendón e della caldera
- Questo si rendeva necessario onde dimostrare che d'ora in avanti era un così alto principe e un signore così ricco che poteva aumentare l'assoldamento e il mantenimento di gente per la guerra al servizio del re
- Perciò lo si chiamava anche "señor de pendón y caldera".

Jovellanos scrive: « Il ricohombre, il prelato, il cavaliere, il solariego, seguivano il primo tocco del tamburo che li convocava alla guerra, ecc. »
Salazar de Mendoza scrive: « ... fa molta differenza il fatto che si dica ricohome o homerrico; perché ricohome era colui che raggiungeva questa grande dignità; l'homerrico colui che aveva una grande proprietà ».